# Sphaeronella squamosa
Sphaeronella squamosa is een eenoogkreeftjessoort uit de familie van de Nicothoidae. De wetenschappelijke naam van de soort is voor het eerst geldig gepubliceerd in 1996 door Yoo & Lim.